# Carterville (Illinois)
Carterville è un comune degli Stati Uniti d'America, situato in Illinois, nella Contea di Williamson.